# Koke
Jorge Resurrección Merodio (født 8. januar 1992 i Madrid) bedre kendt som Koke, er en spansk fodboldspiller, der spiller som midtbanespiller for Atlético de Madrid.

## Klubkarriere

### Atletico Madrid
Som 8-årig begyndte Koke i 2000 at spille for Atlético Madrid. I 2008 debuterede han på Atlético Madrids reserveseniorhold og spillede her, til han i 2009 fik debut på førsteholdet den 19. september 2009 i 2-5 nederlaget imod FC Barcelona; Koke spillede her hele anden halvleg. Han spillede fortsat engang imellem med reserveholdet, da han stadig var ung, men dette sluttede i 2011, hvor han permanent blev førsteholdsspiller.
Den 26. februar 2011 scorede Koke sit første professionelle mål til 1-1 i et opgør imod Sevilla, som endte 2-2.
Koke blev siden 2011-12-sæsonen en vigtig spiller for sit hold. Med sit overblik og teknik var Koke at finde i startopstillingen i 38 kampe ud af 48 som blot 20-årig. Efter 2012-13-sæsonen blev han en eftertragtet spiller, bl.a. hos ligarivalerne FC Barcelona, som så ham som en mulig erstatning for Xavi. Herudover var han også i Manchester Uniteds søgelys.[kilde mangler]

## Landshold
Efter at have spillet en lang række ungdomslandskampe fik Koke sin debut på det spanske seniorlandshold i august 2013, hvor han erstattede Santi Cazorla i 78. minut imod Ecuador.
Som ungdomsspiller var Koke bl.a. med til at vinde U-21 Europamesterskabet i fodbold 2013 og U/17 VM i fodbold i 2009.